# Marta Lucía Ramírez
Martha Lucía Ramírez Blanco (née le 4 juillet 1954 à Zipaquirá en Colombie) est une femme d'État colombienne, membre du Parti conservateur. Elle est vice-présidente de la République du 7 août 2018 au 7 août 2022, ce qui fait d'elle la première femme à occuper cette fonction.

## Biographie

### Études et famille
Marta Lucía Ramírez étudie le droit commercial à l'université pontificale Javeriana et le droit financier à l'université des Andes. 
Elle est la sœur de Bernardo Ramírez, un narcotrafiquant colombien, condamné à 57 mois de prison en 1998 par la cour de l'arrondissement sud de la Floride pour trafic de stupéfiants. Elle verse une caution de 150 000 dollars pour le faire sortir de prison.
Son époux, Álvaro Rincón Muñoz, est mis en cause par la justice à partir de mai 2020 pour ses liens d’affaires, dans le secteur immobilier, avec Guillermo León Acevedo, un proche des paramilitaires et des narcotrafiquants.

### Carrière professionnelle
Elle est avocate d'affaires. Elle fonde avec Ángela María Orozco le cabinet de conseil Ramírez & Orozco International Strategy Consultants, et est conseillère juridique du banquier Luis Carlos Sarmiento. Elle a également dirigé les institutions financières Mazdacrédito, Fedeleasing et Invercolsa.

## Carrière politique
Elle est vice-ministre du Commerce extérieur entre 1991 et 1993, ministre du Commerce extérieur entre 1998 et 2002, ambassadrice de Colombie en France en 2002, ministre de la Défense entre 2002 et 2003 puis sénatrice entre 2006 et 2009. 

### Candidature à l'élection présidentielle de 2014
Candidate du Parti conservateur à l'élection présidentielle de 2014, elle obtient la surprenante troisième place du scrutin avec 15,53 % des voix. 
Par la suite, elle devient une figure proche de l'ancien président Alvaro Uribe et est une opposante critique sévère de son successeur Juan Manuel Santos, notamment de sa politique économique, de sa gestion des relations internationales et du processus de paix avec les FARC. En 2015, elle soutient le candidat de droite Enrique Peñalosa aux élections pour la mairie de Bogota, ce qui a renforcé son image et a été une victoire politique importante pour Marta Ramírez. 

### Vice-présidente de la République
Marta Lucía Ramírez est l'une des dirigeants du Parti conservateur. Désirant de nouveau être candidate du Parti conservateur et du Centre démocratique à l'élection présidentielle de 2018, elle participe à la primaire de la droite (« Grande consultation pour la Colombie ») organisée pour désigner le candidat. Le 11 mars 2018, elle est battue par Iván Duque qui la prend comme colistière pour le poste de vice-présidente de la République.
Elle est élue vice-présidente de la République le 17 juin 2018, devenant la première femme élue à cette fonction.
Elle attribue les manifestations de novembre et décembre 2019 en Colombie à un « complot international » mené par le Venezuela et la Russie.
Le 19 mai 2021, elle devient parallèlement ministre des Affaires étrangères, fonction qu'elle conserve jusqu'à la fin de son mandat de vice-présidente le 7 août 2022.

### Scandale Odebrecht
Elle est mise en cause par Miguel Nule, un ancien entrepreneur corrompu, lors des aveux de celui-ci. D'après lui, Marta Lucía Ramírez et plusieurs autres dirigeants politiques et hommes d'affaires ont perçu des pots-de-vin de la multinationale brésilienne Odebrecht pour financer leurs campagnes électorales.
En octobre 2021, son nom est cité dans les Pandora Papers.